# 回転準位
回転準位（かいてんじゅんい、rotational state）は量子力学において、分子の重心の移動を伴わない回転運動を表す量子状態である。回転準位間の遷移を回転遷移と呼び、多くの場合、気相におけるマイクロ波（特に、テラヘルツ波、サブミリ波、ミリ波）分光法を用いて観測される。

## 2原子剛体回転子の回転準位

### 古典論
二原子分子の回転運動に関して考える。今、分子を重心から r1 及び r2 離れた m1 および m2 の質量の質点から構成されるとする。この二質点の距離が固定された剛体と仮定する（剛体回転子）。
この系において、慣性モーメント I は、
{\displaystyle I=m_{1}r_{1}^{2}+m_{2}r_{2}^{2}}
である。r1、r2 は重心からの距離なので、m1r1 = m2r2である。よって、換算質量
{\displaystyle \mu ={\frac {m_{1}m_{2}}{m_{1}+m_{2}}}}
を使うと慣性モーメントは
{\displaystyle I=\mu r^{2},\ r=r_{1}+r_{2}}
と書ける。上の式から、この系の運動はある中心軸に対して質量 μ の物体の回転運動と同じであることがわかる。
古典力学の回転運動から、回転運動の角周波数が ω のとき角運動量の大きさ L は
{\displaystyle L=I\omega }
であり、回転運動のエネルギーは
{\displaystyle R={\frac {L^{2}}{2I}}}
となる。

### 量子論
以上の古典力学による類推から、量子力学において使われる極座標の角運動量演算子 {\displaystyle {\hat {\boldsymbol {L}}}^{2}} を導入すると
{\displaystyle -{\frac {1}{\hbar ^{2}}}{\hat {\boldsymbol {L}}}^{2}={\frac {1}{\sin \theta }}{\frac {\partial }{\partial \theta }}\left(\sin \theta {\frac {\partial }{\partial \theta }}\right)+{\frac {1}{\sin ^{2}\theta }}{\frac {\partial ^{2}}{\partial \phi ^{2}}}}
であるので、外力が働かないときの回転運動のハミルトニアン演算子は
{\displaystyle {\hat {H}}=-{\frac {\hbar ^{2}}{2I}}\left({\frac {1}{\sin \theta }}{\frac {\partial }{\partial \theta }}\left(\sin \theta {\frac {\partial }{\partial \theta }}\right)+{\frac {1}{\sin ^{2}\theta }}{\frac {\partial ^{2}}{\partial \phi ^{2}}}\right)}
で表される。直線形の剛体は方位角 {\displaystyle \phi } と 天頂角 {\displaystyle \theta } で記述できるので、波動関数は {\displaystyle Y(\theta ,\phi )} と記される。時間変化を含まないシュレーディンガー方程式
{\displaystyle {\hat {H}}Y(\theta ,\phi )=EY(\theta ,\phi )}
は
{\displaystyle -{\frac {\hbar ^{2}}{2I}}\left({\frac {1}{\sin \theta }}{\frac {\partial }{\partial \theta }}\left(\sin \theta {\frac {\partial }{\partial \theta }}\right)+{\frac {1}{\sin ^{2}\theta }}{\frac {\partial ^{2}}{\partial \phi ^{2}}}\right)Y(\theta ,\phi )=EY(\theta ,\phi )}
と表される。この式において
{\displaystyle \beta ={\frac {2IE}{\hbar ^{2}}}}
とおけば、「水素原子におけるシュレーディンガー方程式の解」で出てくる式(2.5)と同じ式になる。解法は「水素原子におけるシュレーディンガー方程式の解」に任せるが、{\displaystyle Y(\theta ,\phi )} の解として、球面調和関数
{\displaystyle Y_{Jm_{J}}(\theta ,\phi )=(-1)^{(m_{J}+|m_{J}|)/2}{\sqrt {{\frac {2J+1}{4\pi }}{\frac {(J-|m_{J}|)!}{(J+|m_{J}|)!}}\,}}P_{J}^{|m_{J}|}(\cos \theta )\,e^{im_{J}\phi }}
が得られる。{\displaystyle P_{J}^{|m_{J}|}(\cos \theta )} はルジャンドル陪関数。有限な値を得るためには、
{\displaystyle \beta =J(J+1),\qquad J=0,1,2,3,\dots ,\qquad m_{J}=-J,-(J-1),\dots ,0,\dots ,J-1,J}
でなければならない。よって、外力が働かないときの回転運動のエネルギー E は
{\displaystyle E={\frac {\hbar ^{2}}{2I}}J(J+1)=hBJ(J+1),\qquad J=0,1,2,3,\dots }
となる。ここで
{\displaystyle B={\frac {1}{h}}{\frac {\hbar ^{2}}{2I}}={\frac {h}{8\pi ^{2}I}}}
で、B は回転定数とよばれる周波数の次元を持つ物理量である（h はプランク定数）。つまり、J によって回転エネルギーは E = 0, 2hB, 6hB, 12hB,⋯ という hB の整数倍のとびとびの値を持つようになる（量子化される）。同じ J を与えるときに、 mJ はエネルギーの値を変えないので、量子状態としては同じエネルギーの状態が mJ の個数 (2J+1) に縮退していることになる。

## 多原子分子の回転準位

### 非直線分子の古典論
二原子分子のときと同様に、重心系で分子を剛体回転子と考える。分子の回転運動のエネルギー R は、角運動量ベクトルを L、角速度ベクトルを ω とすると
{\displaystyle R={\frac {\boldsymbol {\omega \cdot L}}{2}}}
と表される。分子の慣性主軸の単位ベクトルを a, b, c とすると、それぞれの主軸まわりの角運動量は
{\displaystyle L_{a}={\boldsymbol {a\cdot L}},\qquad L_{b}={\boldsymbol {b\cdot L}},\qquad L_{c}={\boldsymbol {c\cdot L}}}
であり、それぞれの主軸まわりの角速度は
{\displaystyle \omega _{a}={\boldsymbol {a\cdot \omega }},\qquad \omega _{b}={\boldsymbol {b\cdot \omega }},\qquad \omega _{c}={\boldsymbol {c\cdot \omega }}}
である。分子の慣性主軸まわりの主慣性モーメントを IA, IB, IC とすると、角運動量ベクトル L = (La, Lb, Lc) は角速度ベクトル ω = (ωa, ωb, ωc) と
{\displaystyle (L_{a},L_{b},L_{c})=(I_{A}\omega _{a},I_{B}\omega _{b},I_{C}\omega _{c})}
の関係にあるので、分子の回転運動のエネルギー R は慣性主軸まわりの角運動量と主慣性モーメントにより
{\displaystyle R={\frac {L_{a}^{2}}{2I_{A}}}+{\frac {L_{b}^{2}}{2I_{B}}}+{\frac {L_{c}^{2}}{2I_{C}}}}
と表される。分子に固定され、分子と共に回転する分子の慣性主軸 a, b, c は
{\displaystyle I_{A}\leq I_{B}\leq I_{C}}
となるように選ぶのがふつうである。

### 非直線分子の量子論
二原子分子のときと同様に、回転定数を次式で定義する。
{\displaystyle A={\frac {h}{8\pi ^{2}I_{A}}},\qquad B={\frac {h}{8\pi ^{2}I_{B}}},\qquad C={\frac {h}{8\pi ^{2}I_{C}}}}
角運動量の成分 La, Lb, Lc を演算子に置き換えて量子化すると、外力が働かないときの回転運動のハミルトニアン演算子は
{\displaystyle {\hat {H}}={\frac {2\pi }{\hbar }}A{\hat {L}}_{a}^{2}+{\frac {2\pi }{\hbar }}B{\hat {L}}_{b}^{2}+{\frac {2\pi }{\hbar }}C{\hat {L}}_{c}^{2}}
と表される。二原子分子のときとは違って、非直線形の剛体は方位角 {\displaystyle \phi } と 天頂角 {\displaystyle \theta } だけでは記述できない。非直線形の剛体の向きは、空間に固定されたxyz座標系と剛体と共に回転するabc主軸系を結ぶオイラー角 α, β, γ で記述される。よって、非直線分子の回転波動関数はオイラー角を変数とする関数 Ψ(α, β, γ) になる。角運動量演算子はオイラー角を変数とすると
{\displaystyle {\hat {L}}_{a}={\frac {\hbar }{i}}\left(-{\frac {\cos \gamma }{\sin \beta }}{\frac {\partial }{\partial \alpha }}+{\frac {\cos \beta \cos \gamma }{\sin \beta }}{\frac {\partial }{\partial \gamma }}+\sin \gamma {\frac {\partial }{\partial \beta }}\right)}
{\displaystyle {\hat {L}}_{b}={\frac {\hbar }{i}}\left({\frac {\sin \gamma }{\sin \beta }}{\frac {\partial }{\partial \alpha }}-{\frac {\cos \beta \sin \gamma }{\sin \beta }}{\frac {\partial }{\partial \gamma }}+\cos \gamma {\frac {\partial }{\partial \beta }}\right)}
{\displaystyle {\hat {L}}_{c}={\frac {\hbar }{i}}{\frac {\partial }{\partial \gamma }}}
と表される。これらの角運動量演算子を二乗してハミルニアン演算子に代入し、シュレーディンガー方程式を解くと、外力が働かないときの非直線分子の回転準位を求めることができる。
以下では、分子の対称性で場合分けして、多原子分子の回転準位について述べる。

### 対称こま分子
三つの主慣性モーメント IA, IB, IC のうちの二つが等しい分子を、対称こま分子という。とくに IA = IB < IC である分子を扁平対称こま(英: oblate symmetric top)分子（偏平対象こま分子）という。逆に IA < IB = IC である分子を偏長対称こま(英: prolate symmetric top)分子という。たとえばクロロホルム CH35Cl3 は、分子の対称軸まわりの慣性モーメント I∥ が対称軸に垂直な軸のまわりの慣性モーメント I⊥ よりも大きいので、扁平対称こま分子である。それに対して、塩化メチル CH3Cl は、I∥  が I⊥ よりも小さいので、偏長対称こま分子である。一般に、軸対称の分子であれば慣性主軸のひとつが対称軸と一致し、対称軸に垂直な任意の軸まわりの慣性モーメントはすべて等しくなるので、軸対称の分子は対称こま分子である。たとえば３回回転対称軸を持つアンモニア NH3、６回回転対称軸を持つベンゼン C6H6、それに４回回映対称軸を持つアレン CH2=C=CH2 はすべて対称こま分子である。慣性主軸は IA ≤ IB ≤ IC となるように選ぶので、扁平対称こま分子である CH35Cl3, NH3, C6H6 の対称軸は慣性主軸のc軸となり、偏長対称こま分子である CH3Cl, CH2=C=CH2 の対称軸は慣性主軸のa軸となる。
対称こま分子の回転状態は三つの量子数
{\displaystyle J=0,1,2,3,\cdots ,\qquad m_{J}=0,\pm 1,\pm 2,\cdots ,\pm (J-1),\pm J,\qquad K=0,\pm 1,\pm 2,\cdots ,\pm (J-1),\pm J}
で記述される。量子数 J と量子数 mJ の意味は二原子分子のときと同じである。量子数 J は分子回転の角運動量の大きさを表す量子数であり、回転の基底状態では J = 0 である。量子数 mJ は分子回転の向きを表す量子数であり、空間に固定されたxyz座標系における量子化軸（通常はz軸）まわりの分子回転の角運動量の大きさ、すなわち角運動量のz成分を表す。 mJ = 0 かつ J ≠ 0 であれば、角運動量ベクトルはxy平面内にあるので、分子回転の回転軸もまた空間に固定されたxy平面内にある。それに対して |mJ| = J ≠ 0 であれば、角運動量ベクトルはほぼz軸に沿う方向にあるので、空間に固定されたz軸の正方向から見るなら mJ = J であれば分子は反時計回りに、 mJ = −J であれば分子は時計回りに、それぞれ回転している。
量子数 mJ が空間に固定された軸のまわりの角運動量の大きさを表すのに対して、量子数 K は、分子の対称軸まわりの角運動量の大きさを表す。K の回転と −K の回転は、回転の向きが逆になるほかは同じ回転である。 K = 0 かつ J ≠ 0 であれば、角運動量ベクトルは対称軸と直交するので、分子回転の回転軸もまた分子の対称軸と直交する。このときの回転運動は、古典力学的には、分子の宙返り運動に対応する。たとえば ベンゼンのような平面分子であれば、コイントスのコインのような回転に対応する。あるいはCH3Cl や CH2=C=CH2 のような棒状に近い分子であれば、このときの回転は棒状の攪拌子のような回転に対応する。それに対して |K| = J ≠ 0 であれば、角運動量ベクトルはほぼ分子の対称軸に沿う方向にあるので、分子回転の回転軸は分子の対称軸とほぼ重なる。たとえばベンゼンであれば、 |K| = J ≠ 0 の回転は、６回回転対称軸を回転軸とする車輪のような回転に対応する。一般に、 |K| ≠ 0 の回転状態は、古典力学的には歳差運動に相当する。

#### 扁平対称こま分子
扁平対称こま分子の回転定数は、 I⊥ = IA = IB < IC = I∥ なので、 A = B > C である。よって外力が働かないときの扁平対称こま分子の回転運動のハミルトニアン演算子は
{\displaystyle {\hat {H}}={\frac {2\pi }{\hbar }}B{\hat {\boldsymbol {L}}}^{2}+{\frac {2\pi }{\hbar }}(C-B){\hat {L}}_{c}^{2}}
と表され、シュレーディンガー方程式は
{\displaystyle \left({\frac {2\pi }{\hbar }}B{\hat {\boldsymbol {L}}}^{2}+{\frac {2\pi }{\hbar }}(C-B){\hat {L}}_{c}^{2}\right)\Psi (\alpha ,\beta ,\gamma )=E\Psi (\alpha ,\beta ,\gamma )}
となる。角運動量演算子 {\displaystyle {\hat {L}}_{a}}, {\displaystyle {\hat {L}}_{b}}, {\displaystyle {\hat {L}}_{c}} から {\displaystyle {\hat {\boldsymbol {L}}}^{2}} を計算すると
{\displaystyle \ -{\frac {1}{\hbar ^{2}}}{\hat {\boldsymbol {L}}}^{2}={\frac {1}{\sin \beta }}{\frac {\partial }{\partial \beta }}\left(\sin \beta {\frac {\partial }{\partial \beta }}\right)+{\frac {1}{\sin ^{2}\beta }}\left({\frac {\partial ^{2}}{\partial \alpha ^{2}}}+{\frac {\partial ^{2}}{\partial \gamma ^{2}}}\right)-{\frac {2\cos \beta }{\sin ^{2}\beta }}{\frac {\partial ^{2}}{\partial \alpha \partial \gamma }}}
となり、量子数 J, mJ, K で表される状態の波動関数を ΨmJ
JK(α, β, γ) とすると、二原子分子のときと同じように
{\displaystyle {\hat {\boldsymbol {L}}}^{2}\Psi _{JK}^{m_{J}}(\alpha ,\beta ,\gamma )=J(J+1)\hbar ^{2}\Psi _{JK}^{m_{J}}(\alpha ,\beta ,\gamma )}
となる。また、空間に固定されたz軸まわりの角運動量と分子の対称軸まわりの角運動量はそれぞれ
{\displaystyle {\hat {L}}_{z}\Psi _{JK}^{m_{J}}(\alpha ,\beta ,\gamma )=m_{J}\hbar \Psi _{JK}^{m_{J}}(\alpha ,\beta ,\gamma ),\qquad {\hat {L}}_{c}\Psi _{JK}^{m_{J}}(\alpha ,\beta ,\gamma )=K\hbar \Psi _{JK}^{m_{J}}(\alpha ,\beta ,\gamma )}
となる。よって、外力が働かないときの扁平対称こま分子の回転準位は
{\displaystyle E=hBJ(J+1)+h(C-B)K^{2},\qquad J=0,1,2,3,\cdots ,\qquad K=0,\pm 1,\pm 2,\cdots ,\pm (J-1),\pm J}
となる。二原子分子と同様に、回転準位は mJ に依らないので、K = 0 の準位は 2J + 1 重に縮退している。また回転準位は K の符号にも依らないので、K ≠ 0 の準位は 2(2J + 1) 重に縮退している。扁平対称こま分子では C < B なので、角運動量の大きさ J が同じ回転状態であっても、K が大きいほどエネルギーは低くなる。つまり、J が同じなら回転軸が対称軸に近づくほど回転エネルギーが小さくなる。

#### 偏長対称こま分子
扁平対称こま分子の回転準位の式で、もし C > B であるならば、これは偏長対称こま分子の回転準位を表す式になる。しかし、ふつうは A ≥ B ≥ C となるように慣性主軸をとるので、分子の対称軸が慣性主軸のa軸になるように軸をとり直す。座標系が右手系になるように、c軸 ← a軸、a軸 ← b軸、b軸 ← c軸、と軸をとり直すなら、扁平対称こま分子の回転準位の式の回転定数が
{\displaystyle C\leftarrow A,\qquad A\leftarrow B,\qquad B\leftarrow C}
と置き換わるので、I∥ = IA < IB = IC = I⊥ すなわち A > B = C である偏長対称こま分子の回転準位は
{\displaystyle E=hBJ(J+1)+h(A-B)K^{2},\qquad J=0,1,2,3,\cdots ,\qquad K=0,\pm 1,\pm 2,\cdots ,\pm (J-1),\pm J}
となる。偏長対称こま分子の回転準位も、扁平対称こま分子と同様に、K = 0 の準位が 2J + 1 重に縮退している。また K ≠ 0 の準位は 2(2J + 1) 重に縮退している。偏長対称こま分子では A > B なので、量子数 J が同じ回転状態であれば、K が大きいほどエネルギーは高くなる。つまり、扁平対称こま分子とは逆に、J が同じなら回転軸が対称軸に近づくほど回転エネルギーが大きくなる。

### 直線分子
直線分子は、極端に I∥ が小さい偏長対称こま分子と考えることができる。そうすると A ≫ B なので、 K ≠ 0 の準位が K = 0 の準位よりも極端に高くなり、I∥ → 0 の極限では K = 0 の準位だけが回転準位として存在する。よって、偏長対称こま分子の回転準位の式で K = 0 とすれば直線分子の回転準位の式が得られる。
{\displaystyle E=hBJ(J+1),\qquad J=0,1,2,3,\cdots }
剛体回転子の近似のもとでは、二酸化炭素 CO2 やシアン化水素 HCN のような直線分子の回転準位の式は、窒素 N2 や塩化水素 HCl のような二原子分子の式とまったく同じになる。二原子分子と同様に、回転準位が mJ に依らないので、回転準位は 2J + 1 重に縮退している。量子数 K は常にゼロなので、分子回転の回転軸は分子軸と常に直交する。古典力学的にいうと分子軸まわりの角運動量が常にゼロになるので、直線分子では対称こま分子のような歳差運動は起こらない。

### 球こま分子
分子の重心を通る任意の軸まわりの慣性モーメントがすべて等しい分子を球こま(英: spherical top)分子という。正四面体の対称性を持つメタン CH4 や白リン P4、正八面体の対称性を持つ六フッ化硫黄 SF6 は球こま分子である。球こま分子の回転準位の式は、対称こま分子の回転準位の式で A = B = C とすると得られる。
{\displaystyle E=hBJ(J+1),\qquad J=0,1,2,3,\cdots }
球こま分子の回転準位の式は、直線分子の回転準位の式と同じ形をしているが、直線分子とは縮退度が異なる。量子数 J の球こま分子の回転準位は、mJ について 2J + 1 重に、K についても 2J + 1 重に、それぞれ縮退しているので、あわせて (2J + 1)2 重に縮退している。

### 非対称こま分子
三つの主慣性モーメント IA, IB, IC がすべて異なる分子を、非対称こま(英: asymmetric top)分子という。水分子 H2O のように、高々２回回転対称軸しか持たない分子は、非対称こま分子である。非対称こま分子でもハミルトニアン演算子は等方的なので、量子数 J と量子数 mJ の意味は対称こま分子のときと同じである。量子数 J は分子回転の角運動量の大きさを表す量子数であり、非対称こま分子のすべての回転準位は mJ について 2J + 1 重に縮退している。それに対して、量子数 K は対称こま分子のときとは違って良い量子数ではない。また、回転準位のエネルギーを表す式は、対称こま分子のときよりもずっと複雑である。以下の表に、回転定数 A > B > C を用いて表した J = 0, 1, 2, 3 の回転準位のエネルギーを示す。
| 回転量子数 | Jτ  | JKaKc | 回転エネルギー E/h                           |
| ---------- | --- | ----- | -------------------------------------------- |
| J = 0      | 0   | 000   | 0                                            |
| J = 1      | 1   | 110   | A + B                                        |
| J = 1      | 10  | 111   | A + C                                        |
| J = 1      | 1-1 | 101   | B + C                                        |
| J = 2      | 2   | 220   | 2A + 2B + 2C + 2√(B − C)2 + (A − C) (A − B)  |
| J = 2      | 21  | 221   | 4A + B + C                                   |
| J = 2      | 20  | 211   | A + 4B + C                                   |
| J = 2      | 2-1 | 212   | A + B + 4C                                   |
| J = 2      | 2-2 | 202   | 2A + 2B + 2C − 2√(B − C)2 + (A − C) (A − B)  |
| J = 3      | 3   | 330   | 5A + 5B + 2C + 2√4(A − B)2 + (A − C) (B − C) |
| J = 3      | 32  | 331   | 5A + 2B + 5C + 2√4(A − C)2 − (A − B) (B − C) |
| J = 3      | 31  | 321   | 2A + 5B + 5C + 2√4(B − C)2 + (A − B) (A − C) |
| J = 3      | 30  | 322   | 4A + 4B + 4C                                 |
| J = 3      | 3-1 | 312   | 5A + 5B + 2C − 2√4(A − B)2 + (A − C) (B − C) |
| J = 3      | 3-2 | 313   | 5A + 2B + 5C − 2√4(A − C)2 − (A − B) (B − C) |
| J = 3      | 3-3 | 303   | 2A + 5B + 5C − 2√4(B − C)2 + (A − B) (A − C) |

一般に、J ごとに 2J + 1 個の回転準位が存在するので、J に添え字を付けて回転準位を指定する。添え字の付け方には二通りある。ひとつは、添え字 τ を使うもので、各 J に対してエネルギー準位の低いほうから順に τ = −J, −J+1,⋯, J−1, J とラベル付けする方法である。例えば J = 1 の三つの回転準位のエネルギーは h(A + B) > h(A + C)  > h(B+ C) なので、これらの準位は順に 11,  10,  1-1 と呼ばれる。もうひとつの方法は、二つの添え字 Ka と Kc を使うもので、各 J に対して Ka についてはエネルギー準位の低いほうから順に、Kc についてはエネルギー準位の高いほうから順に、 0, 1, 1, 2, 2,⋯, J−1, J−1, J, J とラベル付けする方法である。例えば J = 1 の回転準位のうちで最もエネルギーの低い  E = h(B + C)  の準位は Ka = 0, Kc = 1 であり、次にエネルギーの低い準位は  Ka = 1, Kc = 1 であり、最もエネルギーの高い準位は  Ka = 1, Kc = 0 である。上の表のエネルギーの式で A = B とすると分かるように、 添え字 Kc は扁平対称こま分子の量子数 K の絶対値に対応する。同様に、添え字 Ka は偏長対称こま分子の量子数 K の絶対値に対応する。

## 回転遷移
回転状態間の遷移を回転遷移という。回転遷移は非弾性衝突（衝突遷移)や、ある共鳴条件に一致した周波数の電磁波を吸収・放射（光学遷移)することによって起こる。マイクロ波分光による回転状態の観測は、電磁波の周波数を走査することにより共鳴条件に一致する周波数を探し、回転遷移をみつけることで行う。

### 回転遷移の共鳴周波数
- 二原子分子・直線分子

二原子分子（または直線分子）の回転準位は
{\displaystyle E=0(J=0),2hB(J=1),6hB(J=2),12hB(J=3),\cdots }
である。光学遷移の選択律は
{\displaystyle \Delta J=\pm 1}
なので、遷移の共鳴周波数 ν は
{\displaystyle \nu =\Delta E/h=2B(J=1\leftarrow 0),4B(J=2\leftarrow 1),6B(J=3\leftarrow 2),\cdots }
となる。つまり、剛体回転子近似のもとでは、二原子分子および直線分子の回転遷移の共鳴周波数は精確に 2B ごとの間隔で現れると予想される。

## 回転状態観測による分子構造の決定
回転準位は慣性モーメントによって決まるために、分子内の分子構造に対して特有の値をもつ。回転遷移を観測することで、慣性モーメント（直線分子においては一つ、対称コマ分子については2つ、非対称コマ分子については3つ）を決定することができる。それにより、慣性モーメントの数だけの自由度（たとえば、直線分子では全ての粒子の質量が既知の時の原子間距離）を決定することができる。また、回転遷移の選択律は、分子の配向の対称性によって決まるので、これも分子構造決定の情報となる。
以上のような情報とさらに量子化学計算を併用すると、原子数の少ない分子や対称性の高い分子については、かなり精確に分子構造を決定することができる。しかしながら、有機分子や生体分子に見られるような、原子数が多く対称性の低い分子については、違った分子が同じような回転遷移をもつことがあり、構造の決定が困難な場合が多い。
たとえば、これまで、電波望遠鏡による回転遷移観測により、多数の星間分子が発見され、その分子構造が同定されてきた。（星間分子の一覧）
このように、分子構造が決定できない場合、炭素や水素の同位体置換物質を用いて、分子構造決定の助けにする場合がある。同位体置換しても、分子構造はほとんど変わらないが、質量が変わるために慣性モーメントが変わる。よって、同位体置換物質の回転準位の観測は分子構造を決定する新たな情報となる。